# Łodygowice (gmina)
Łodygowice – gmina wiejska w województwie śląskim, w powiecie żywieckim. W latach 1975–1998 gmina położona była w województwie bielskim.
Siedziba gminy to Łodygowice.
Według danych z 30 czerwca 2004 gminę zamieszkiwało 13 279 osób.

## Struktura powierzchni
Według danych z roku 2002 gmina Łodygowice ma obszar 35,2 km², w tym:
- użytki rolne: 57%
- użytki leśne: 25%

Gmina stanowi 3,38% powierzchni powiatu.

## Demografia

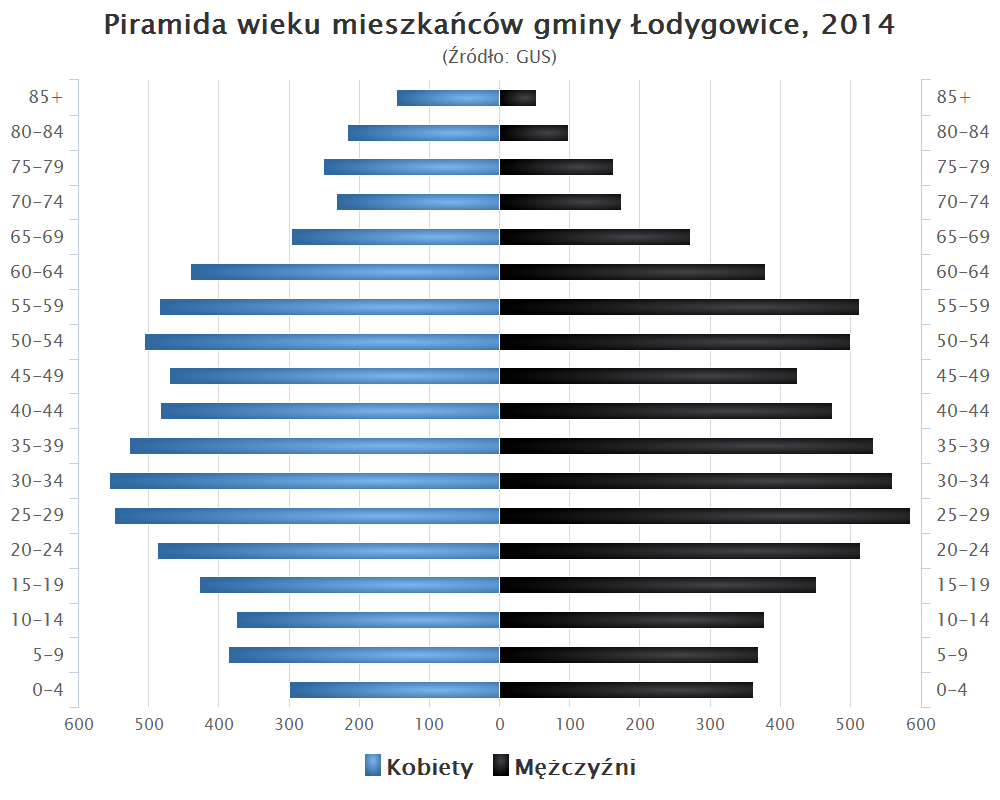
Piramida wieku mieszkańców gminy Łodygowice w 2014 roku

Dane z 30 czerwca 2004:
| Opis                              | Ogółem | Ogółem | Kobiety | Kobiety | Mężczyźni | Mężczyźni |
| --------------------------------- | ------ | ------ | ------- | ------- | --------- | --------- |
| jednostka                         | osób   | %      | osób    | %       | osób      | %         |
| populacja                         | 13 279 | 100    | 6817    | 51,3    | 6462      | 48,7      |
| gęstość zaludnienia (mieszk./km²) | 377,2  | 377,2  | 193,7   | 193,7   | 183,6     | 183,6     |

## Sołectwa
| Sołectwo                 | Powierzchnia | Ludność (2008) | Gęstość zaludnienia (os./km²) |
| ------------------------ | ------------ | -------------- | ----------------------------- |
| Łodygowice (wieś gminna) | 1781,9       | 6925           | 388,6                         |
| Bierna                   | 316,7        | 933            | 294,6                         |
| Pietrzykowice            | 1091,3       | 4339           | 397,6                         |
| Zarzecze                 | 325,9        | 1319           | 404,7                         |

## Sąsiednie gminy
Buczkowice, Czernichów, Lipowa, Wilkowice, Żywiec